# Complexe Bakha ad-Din
Le complexe Bakha ad-Din est un ensemble architectural qui se trouve dans les faubourgs de Boukhara. Ce complexe a servi de centre à l'ordre derviche de naqshbandiyya. Son, chef, le cheikh Bahâ’uddin Naqshband, mort en 1389 y a été inhumé. Le complexe se trouve dans le village de Kasri Orifon, dans le district actuel de Kagan, proche de Boukhara (10 km).
Le complexe comprend une médersa, deux mosquées et un minaret. C'est un lieu de pèlerinage sur la tombe de l'un des saints les plus vénérés de l'islam soufi ce cheikh Bahâ’uddin Naqshband.  
L'ensemble est caractéristique de l'architecture du XVIe siècle. En 1544, Abd al-Aziz-khan Ier fit construire la tombe du cheikh sous forme d'un mausolée, une crypte entourée d'une clôture en marbre sculptée. Quant au khanqah c'est celui dont les dimensions sont les plus grandes parmi les édifices semblables: il dispose de 48 cellules et est surmonté d'un dôme de 30 mètres.   

## Histoire ultérieure
Plus tard, la mère du souverain Abu al-Fayz-khan (en) (1711—1747) a ordonné de construire sur ses fonds une mosquée avec deux iwans, et au XIXe siècle, le vizir Nasrullah Khan (1827-1860) a fait ajouter une seconde mosquée. Le minaret a été construit en 1720.
Durant la période soviétique le sanctuaire est laissé à l'abandon et ses murs se sont dégradés.
Après l'indépendance de l'Ouzbékistann, en 1993, en l'honneur du 675e anniversaire de la naissance de Bahâ’uddin Naqshband en 1318, le sanctuaire a été restauré. À l'initiative du président de l'Ouzbékistan Islam Karimov, en 2003, de nouveaux grands travaux ont été entrepris. Une darvazakhana (salle d'entrée) à grande coupole a été ajoutée. Les iwans ont été recrées et richement décorés. Un vaste jardin a repris dans son enceinte la tombe de Khazrat Bakhaouddin Nakchband et celle de sa mère. La nécropole des souverains Dahma des Chaybanides, située derrière le khanqah, a également été restaurée. C'est là que reposent les restes de dirigeants des dynasties Timourides, Chaybanides, Djanides et Magnytes (ru) ainsi que de membres de la noblesse boukhariote.